# Santiago (Comarca)
Die Comarca Santiago ist eine Verwaltungseinheit Galiciens. Die Einwohner leben auf einer Fläche von 688,85, was 2,33 % der Fläche Galiciens entspricht.

## Gemeinden
| Gemeinde               | Einwohner (2024) | Fläche km² | Dichte Einw./km² | Cod INE | Postleitzahl                             |
| ---------------------- | ---------------- | ---------- | ---------------- | ------- | ---------------------------------------- |
| Ames                   | 32.812           | 80,04      | 410              | 15002   | 15220, 15228, 15229, 15864, 15870, 15895 |
| Boqueixón              | 4.200            | 73,18      | 57               | 15012   | 15881                                    |
| Brión                  | 8.197            | 74,90      | 109              | 15013   | 15865                                    |
| Santiago de Compostela | 99.536           | 220,01     | 452              | 15078   | 15700                                    |
| Teo                    | 19.045           | 79,30      | 240              | 15082   | 15883                                    |
| Val do Dubra           | 3.734            | 108,64     | 34               | 15088   | 15873                                    |
| Vedra                  | 4.942            | 52,78      | 94               | 15089   | 15885                                    |
| Comarca Santiago       | 172.466          | 688,85     | 250              | –       | –                                        |